# Gruia (okręg Mehedinți)
Gruia – wieś w Rumunii, w okręgu Mehedinți, w gminie Gruia. W 2011 roku liczyła 1890 mieszkańców.